# L'Épicerie
Pour les articles homonymes, voir épicerie (homonymie).
L’épicerie est une émission d'affaires publiques à but éducatif de la télévision de Radio-Canada ayant pour sujet l'alimentation, que ce soit la consommation ou les valeurs nutritives. Elle est aussi un Guide alimentaire utile. 

## Concept
L'émission est diffusée le mercredi à 19 h 30.

## Présentation
L'émission débute en octobre 2002, animée par Marie-Josée Taillefer et Denis Gagné. En 2007, Johane Despins remplace Marie-Josée Taillefer à la coanimation et en 2022 Myriam Fehmiu remplace Denis Gagné.
| Années          | Co-animateur          | Co-animateur  |
| --------------- | --------------------- | ------------- |
| 2002 - 2007     | Marie-Josée Taillefer | Denis Gagné   |
| 2007 - 2022     | Johane Despins        | Denis Gagné   |
| 2022 - 2024     | Johane Despins        | Myriam Fehmiu |
| 2024 - en cours | Caroline Lacroix      | Myriam Fehmiu |